# Dhupadal, Gokak
Dhupadal là một làng thuộc tehsil Gokak, huyện Belgaum, bang Karnataka, Ấn Độ.